# Pseudostella oenone
Pseudostella oenone là một loài bướm đêm trong họ Noctuidae.